# Fish Creek (South Fork Koyukuk River)
Der Fish Creek (im Englischen: fish für „Fisch“, creek für „kleinerer Fluss“) ist ein etwa 138 km langer linker Nebenfluss des South Fork Koyukuk River im Interior des US-Bundesstaates Alaska.

## Flusslauf
Der Fish Creek entspringt in den Kokrine-Hodzana Highlands, 222 km nordnordwestlich von Fairbanks auf einer Höhe von etwa 1090 m. Er fließt in westlicher Richtung und bildet dabei zahlreiche Flussschlingen eingerahmt von teils verlandeten Altarmen. Der Dalton Highway (⊙) kreuzt den Flusslauf nahe dem Polarkreis bei Flusskilometer 94. Bei Flusskilometer 66 trifft der wesentlich wasserreichere Bonanza Creek rechtsseitig auf den Fish Creek. Der Fish Creek durchfließt das Tiefland der Kanuti Flats, über welches sich das Kanuti National Wildlife Refuge erstreckt, und mündet schließlich auf einer Höhe von etwa 157 m in den South Fork Koyukuk River, 47 km östlich der Siedlung Allakaket. Nahe der Mündung befindet sich einen Kilometer südlich des Flusslaufs der 3,3 km² große See Fish Creek Lake.

## Einzugsgebiet
Der Fish Creek entwässert ein Areal von etwa 1670 km². Das Einzugsgebiet grenzt im Norden an die Einzugsgebiete des oberstrom gelegenen South Fork Koyukuk River und dessen Nebenflusses Jim River, im Osten an das Einzugsgebiet des Hodzana River sowie im Süden an die Einzugsgebiete des Kanuti River und dessen rechten Nebenflusses Kanuti Chalatna Creek. 

## Flussfauna
Zur Flussfauna gehören die Arktische Äsche und Coregoninae (whitefish).